# Marjan Dominko
Marjan Dominko, slovenski nogometaš, * 3. september 1969.
Dominko je celotno kariero igral v slovenski ligi za kluba Mura in Nafta. V prvi slovenski ligi je skupno odigral 206 prvenstvenih tekem in dosegel 27 golov. 
Za slovensko reprezentanco je med letoma 1998 in 1999 odigral štiri uradne tekme.